# Erigorgus lanator
Erigorgus lanator är en stekelart som beskrevs av Aubert 1989. Erigorgus lanator ingår i släktet Erigorgus och familjen brokparasitsteklar. Inga underarter finns listade i Catalogue of Life.